# Stazione di Banfield
La stazione di Banfield (Estación Banfield in spagnolo) è una stazione ferroviaria della linea Roca situata nell'omonima città della provincia di Buenos Aires.

## Storia
La stazione fu aperta al traffico nel maggio 1873.